# Rýma
Rýma (latinsky rhinitis) je zánětlivé onemocnění sliznice nosní dutiny, později dutiny ústní.  Rýma se projevuje zduřením nosní sliznice, které omezuje průchodnost nosu, a výtokem, který je zpočátku vodnatý, poté hlenovitý, hlenohnisavý až hnisavý. Polykáním výtoku (zejména u malých dětí) dochází k dráždivému kašli. Nejprve bývá způsobená viry – rhinoviry, coronaviry, virem influenzae A a B, parainfluenzae či RSV (respiratory syncytial virus), u kojenců a batolat adenoviry. Sliznici oslabenou virovou infekcí pak snáze napadnou bakterie, nejčastěji Haemophilus influenzae, Staphylococcus aureus, Streptococcus pyogenes a Branhamella catharalis. Inkubační doba je 1–3 dny.
Odolnost nosní sliznice k infekci snižuje nachlazení, výkyvy teplot, civilizační faktory, vegetativní labilita a stres. Někdy jsou příčinou opakovaných rým adenoidní vegetace, které se uplatňují jednak mechanicky ucpáním nosních choan, nebo mohou být vlastním infekčním ložiskem.
Podle průběhu rozlišujeme rýmu akutní a chronickou.

## Akutní rýma

### Klinické projevy
Prvními příznaky akutní rýmy (rhinitis acuta) je zvýšená teplota, pocit svědění v nose, nechutenství. Poté se objevuje hojná vodnatá sekrece z nosu, která se časem mění v hlenovitou, hlenohnisavou až hnisavou. Nosní sliznice je překrvená, nosní skořepy jsou prosáklé, pokryté hlenem. Zduřelá sliznice ucpává průchod nosem, dýchání nosem je ztížené, objevuje se noční chrápání a kašel. Někdy bývají zvětšené spádové uzliny. Při infekci adenoviry má člověk zarudlé spojivky a zvýšenou produkci slz. Příznaky obvykle spontánně ustoupí do 7–10 dnů.
Pokud se infekce rozšíří i do vedlejších dutin nosních, hovoří se o rhinosinusitidě. Obvykle ji provází teplota a bolest hlavy. Rozšířením infekce do středoušní dutiny vzniká zánět středního ucha, který může být provázen i přechodnou nedoslýchavostí. Při sestupu infekce vzniká laryngotracheobronchitida.

### Léčba
Léčba je symptomatická, celkově antipyretika, dostatek tekutin a zvýšený přívod vitaminů. Dětem, které neumějí samy smrkat, je nutné nosní sekret i několikrát denně odsát. Nosní kapky (dekongestanty) se nemají používat déle než týden, je zde riziko návyku (sanorinismus). Po použití není vhodné zbytek nosních kapek či sprejů uchovávat, může se na nich infekce držet. Dále je možné použít nosní sprchu nebo výplach nosu některým z běžně dostupných sprejů se solným roztokem.
Hlen (mukus, též sliz) je hustá tělní tekutina vylučovaná sliznicemi (tzv. mukózní membránou). Jeho funkcí je zvlhčovat a chránit určité partie těla, jako je trávicí, dýchací a rozmnožovací soustava. Musíme udržovat nosní průchodnost, aby nehrozil zánět středního ucha.

### Prevence
Důležitou prevencí je otužování, vyvážená výživa s dostatečným přívodem vitaminů. Protože více než 50 % infekčních rým způsobují rhinoviry, jejichž přenos je kontaminovanými prsty, rozhodující prevencí je častá výměna kapesníků a mytí rukou. U nákaz přenášených kapénkovou cestou je třeba se vyhýbat úzkému kontaktu s nemocnými. Pacient je maximálně infekční v prvních dvou dnech onemocnění.

## Chronická rýma
Chronická rýma (rhinitis chronica) patří mezi nejčastější choroby dětského věku.
Chronická rýma se rozlišuje na
- katarální (catarrh),
- hypertrofickou,
- atrofickou,
- a alergickou.[2]

Mezi jejich příčiny vzniku patří
- anatomické úchylky v nose – deviace nosního septa,
- akutní rýma přechází v chronickou,
- zvětšené adenoidní vegetace,
- kardiovaskulární poruchy.[2]

Mezi exogenní faktory se řadí prach, páry, plyny a kolísavé teploty.